# Powiat Futaba
Powiat Futaba (jap. 双葉郡 Futaba-gun) – powiat w Japonii, w prefekturze Fukushima. W 2024 roku liczył 12 118 mieszkańców.

## Miejscowości
- Futaba
- Hirono
- Namie
- Naraha
- Ōkuma
- Tomioka
- Katsurao
- Kawauchi